# Мороза
Мороза — деревня в Осинском районе Усть-Ордынского Бурятского округа Иркутской области России. Входит в состав муниципального образования «Оса».

## История
По данным 1923 года заимка Мороза, где имелось 46 хозяйств и проживало 204 человека (102 мужчины и 102 женщины). Административно заимка входила в состав Слободского (Слобоцкого) сельского общества Осиновской волости Боханского аймака Бурят-Монгольской Автономной Советской Социалистической Республики.

## География
Деревня находится в южной части Иркутской области, к югу от реки Оса, юго-восточнее села Оса, административного центра района на одноименной реке. Абсолютная высота — 445 метров над уровнем моря.

## Население
| 2002 | 2010 | 2011 | 2012 |
| ---- | ---- | ---- | ---- |
| 196  | ↘190 | →190 | →190 |

Национальный состав
Согласно результатам переписи 2002 года, в национальной структуре населения русские составляли 89 %.

## Инфраструктура
В деревне функционируют два детских сада.

## Улицы
Уличная сеть деревни состоит из 3 улиц: Заводской, Ключевой и Сирина.